# Пекинская кухня
Пекинская кухня (кит. упр. 京菜、北京菜、北平菜, пиньинь jīngcài, běijīngcài, běipíngcài) — блюда и культура приготовления пищи, характерные для Пекина (КНР). На Западе эта кухня также называется мандаринской.
Поскольку Пекин на протяжении веков был имперской столицей различных по происхождению династий, его кухня сложилась под влиянием кулинарных традиций всего Китая и близлежащих стран.
В то время как «чисто пекинские» блюда назвать затруднительно из-за эклектичности происхождения кухни, у неё есть свои характерные черты. Так, блюда, которые возникли в Пекине, — часто закуски, а не полные обеды, и они, как правило, продаются в маленьких магазинах или уличными торговцами. Существует привязанность к темной соевой пасте, кунжутной пасте, кунжутному маслу и луку с маленькой луковицей; часто в качестве приправы подают квашеный тофу.
Рис в качестве гарнира используется сравнительно реже, чем в других собственно китайских кухнях, поскольку район города слишком сух для культивации риса. Также здесь представлен ряд блюд из баранины — наследие, связанное со вкусами династий Юань и Цин.
Из способов приготовления в первую очередь используются различные способы жарки.

## Влияния
Наибольшее влияние на кухню Пекина оказала кухня провинции Шаньдун на восточном побережье. Пекинская кухня, в свою очередь, повлияла на другие, особенно на ляонинскую кухню, а также аристократическую и императорскую.
В свою очередь императорская кухня (御膳房 yùshànfáng) оказала влияние на пекинскую: при дворе служили тысячи лучших поваров из разных концов страны, которые обслуживали императорский двор и чиновничество.
В Китае издревле ценилась хуайянская кухня, получившая особое распространение в Пекине с приходом к власти династии Мин. Родом из Цзянсу, минский император Чжу Юаньчжан, перенеся столицу из Нанкина в Пекин, привёз с собой поваров в первую очередь хуайянской кухни. При этом дворцовая кухня династии Юань продолжала отдельно существовать при новом дворе.
Чиновники, приезжающие в Пекин, чтобы занять столичную должность, часто привозили в свой новый дом хуайянского шеф-повара. Когда чиновники заканчивали службу и возвращались в родные районы Китая, большинство из этих поваров оставалось в столице. Они открывали свои рестораны или поступали в услужение в пекинские богатые семьи.